# Hakea petiolaris
Hakea petiolaris, o Hakea erizo de mar,  es un arbusto o árbol pequeño el cual es endémico del sureste de Australia Occidental.
Tiene tres subespecies.

## Descripción
Crece hasta 9 m de alto y tiene flores de color rosa y crema en racimos globulares los cuales aparecen desde otoño a invierno, seguidos por cápsulas leñosas de semillas las cuales miden de 2 a 3.5 cm de largo y de 1 a 2 cm de ancho. Las hojas tienen un distintivo color verde pálido y miden entre 5,5 a 15 cm × 2,5 a 6 cm.

## Taxonomía
Hakea petiolaris fue descrita por Carl Meissner y publicado en Plantae Preissianae 1: 577. 1845.
Etimología
Las hakeas fueron denominadas por el Barón Christian Ludwig von Hake, en el siglo XVIII, el patrón alemán de la botánica.
Sinonimia
- Hakea crassinervia Meisn.[2]

## Lectura relacionada
1. ↑  Hakea petiolaris en Trópicos
2. ↑  Hakea petiolaris en PlantList

1. Young, Jennifer  2000 Hakeas of Western Australia : botanical districts of Irwin and Darling - the Northern Sandplains and the South-west Forest West Perth, W.A.. ISBN 0-9585778-0-3
2. Meisner, C.D.F. in Lehmann, J.G.C. (Ed) (1845), Plantae Preissianae 1(4): 577   [tax. nov.]
3. Rye, B.L. in Marchant, N.G., Wheeler, J.R., Rye, B.L., Bennett, E.M., Lander, N.S. &  Macfarlane, T.D. (1987), Flora of the Perth Region 1: 342
4. Barker, R.M., Haegi, L., & Barker, W.R. in Wilson, A.J.G. (Ed) (1999), Flora of Australia 17B: 139-140, Fig. 21E-F Y